# Władysław Staniszewski

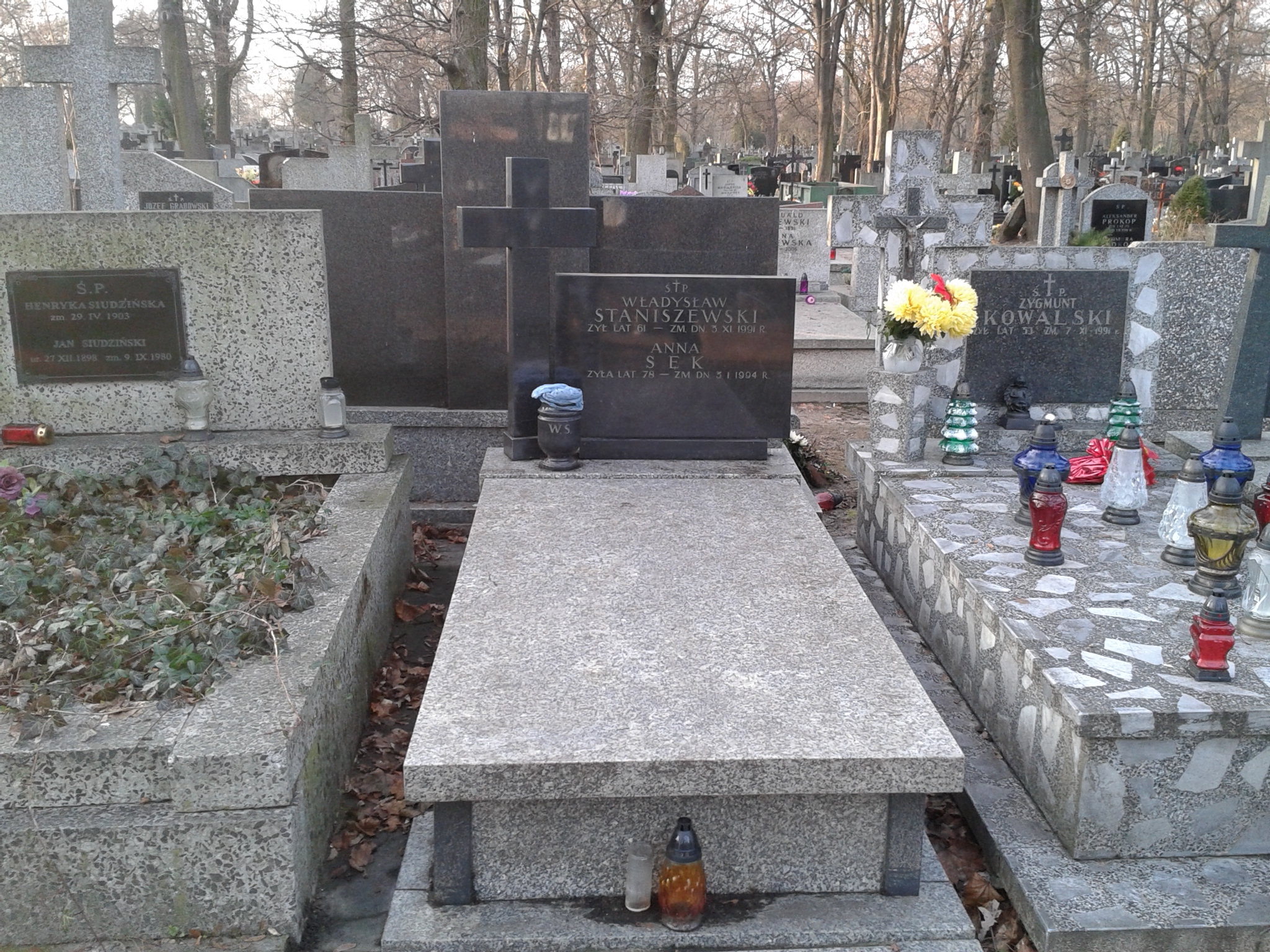
Grób Władysława Staniszewskiego na cmentarzu Bródnowskim

Władysław Staniszewski (ur. 23 października 1930 w Borzymowie, zm. 3 listopada 1991 w Rzeszowie) – polski aktor teatralny.
Debiutował na scenie Teatru Nowej Warszawy w inscenizacji „Niemców” Leona Kruczkowskiego, rok później otrzymał dyplom ukończenia Państwowej Wyższej Szkoły Teatralnej w Warszawie. Przez jeden sezon grał w Teatrze Polskim w Warszawie, następnie został aktorem warszawskiego Teatru Ludowego. W 1964 przeniósł się do Opola i przez pięć lat występował na deskach Teatru Ziemi Opolskiej. Od 1969 był członkiem Zespołu Estradowego przy Warszawskim Okręgu Wojskowym, z którego odszedł w 1974 aby zacząć grać w rzeszowskim Teatrze im. Wandy Siemaszkowej. Po trzech latach przeniósł się do Grudziądza i grał w tamtejszym Teatrze Ziemi Pomorskiej. Od 1979 do przejścia na emeryturę w 1990 był aktorem Teatru Powszechnego im. Jana Kochanowskiego w Radomiu.
Pochowany na cmentarzu Bródnowskim w Warszawie (kw. 21G-I-4).